# Algèbre de von Neumann
Pour les articles homonymes, voir Algèbre (homonymie).
Une algèbre de von Neumann (nommée en l'honneur de John von Neumann) ou W*-algèbre est une *-algèbre d'opérateurs bornés sur un espace de Hilbert, fermée pour la topologie faible, et qui contient l'opérateur identité (définition « concrète ») . 
Les algèbres de von Neumann sont des C*-algèbres. De façon surprenante, le théorème du bicommutant de von Neumann montre qu'elles admettent une définition purement algébrique équivalente à la définition topologique. Une troisième caractérisation d'une algèbre de von Neumann est donnée par Sakai, faisant appel à la notion de prédual. Von Neumann et d'autres ont étudié les W*-algèbres en tant que structure mathématique associée au concept d'algèbre des observables de la mécanique quantique.

## Exemples
Voici deux exemples de base d'algèbres de von Neumann :
- L'anneau L∞(X) des fonctions mesurables essentiellement bornées sur un espace mesuré {\displaystyle (X,{\mathcal {A}},\mu )} est une algèbre de von Neumann commutative, dont les éléments agissent par multiplication ponctuelle sur l'espace de Hilbert L2(X) des fonctions mesurables de carré intégrable.
- L'algèbre B(H) des opérateurs bornés sur un espace de Hilbert H est une algèbre de von Neumann, non commutative si l'espace de Hilbert est de dimension supérieure ou égale à 2.

## Facteurs
Le centre d'une algèbre de von Neumann A est égal à l'intersection de A avec son commutant A' :
Une algèbre de von Neumann est un facteur si son centre est réduit aux homothéties.
Voir la section correspondante de l'article anglophone (en).

## Applications
Les algèbres de Von Neumann ont trouvé des applications dans divers domaines des mathématiques comme la théorie des nœuds, la physique statistique, la théorie quantique des champs, la théorie des probabilités libres, la géométrie non commutative ou la théorie des représentations.